# Географија Гане
Гана је држава у Африци, која се простире дуж Гвинејског залива, неколико степени северно од екватора.
Обухвата равнице, ниске планије, реке, највеће светско вештачко језеро Волта, острва Доди и Бодоваси да јужном пределу Атлантског океана у Гани. Може се поделити на четири различита географска региона. Северни део Гане карактеришу виши предлеи, док југозападне и јужноцентрални делове покривају шумске области Ашанти и плато Кваху. Планински венац Того налази се на источном граничном делу Гане.
Басен реке Волте заузима већи део југо-централном предела државе, а највиша тачка Гане је планина Аџађа, која је висине 885 м и налази се у оквиру планинског венца Того.
Клима је тропска, а источни предели су релативно топли и суви, док је југозападни топао и кишан, као и север државе.
Језеро Волта, највеће светско вештачко језеро, протеже се кроз мале делове југоисточне Гане, и има многе притоке, као што су реке Оти и Афрам.
Најсевернији део Гане је Пулмаконг, а најјужније је полуострво Кејп, које се налази близу града Аксима.
Јужни делови Гане садрже зимзелене шуме које се састоје од стабала као што су махагоније, Milicia excelsa, Elaeis, мангрове, Vitellaria, Adansonia digitata и акација.

## Локација и густина
Гана лежи у самој обали Гвинејског залива, 2.420 км површине су границе са три земље: Буркином Фасо (602 км) на северу, Обалом Слоноваче (720 км) на западу и Тогом (1.098 км) на исоку. На југу су Гвинејски залив и Атлантски океан.
Ганин најјужнији предео је обала полуострвао Кејп, која се налази 4° 30 од екватора. Одавде, земља се простире око 670 км до око 11° сјеверно. Удаљеност од најширег дела, између географске дужине 1° 12 'источне и 3° 15' западне земље, мери око 560 km.
Са укупном површином од 239.460 km², Гана је величине Велике Британије и нешто мања од државе Орегон у Сједињеним Државама.

## Предели Гане
Терен се састоји од малих пустињских планина са платоом Кваху у јужно-централном подручју. Половина Гане лежи мање од 152 m изнад нивоа мора, а највиша тачка је 883 m. Обала од 537 km углавном ниска, граничи се са равницама и а пресецана је од неколико река и потока
Тропске кишне шуме налазе се у брдовитим пределима, где се укршта велики број потока и река, у близини границе са Обалом Слоноваче. Ово подручје познато је под називом Ашанти, где се у Гани највише производи какао. Северно од овог појаса, надморска висина варира од 91 до 396 m изнад нивоа мора и покривена је низом грмља, парковитим саванама и травнатим равницама.

## Географски региони
Гана се генерално карактерише малим физичким рељефом. Највећа надморска висина у Гани је 880 m, на планини Афађа, у пределим планинског венца Того.
Постоје четири различита географска подручја. Ниске равнице пролазе преко јужног дела Гане. На северном делу налазе се три регије - Ашанти, планине Аквапим-Того и Волта. Четврти регион заузима северни и северозападни део Гане. Као и већина западноафричких земаља, Гана нема природних лука. Изграђене су две вештачке луке у Такорадију и Теми (завршене 1961. године) како би се прилагодили потребама Гане за транспорт.

### Нижи равничарски предели
Ниски предели Гане обухватају четири подрегије обалске севане, делту Волте, Акру и предео Акан. Предели источно од града Акре састоје се од низа гребена и долина. Брда и падине у овој области су углавном претворена у пољопривредна земљишта, којих има доста. План за наводњавање области објављен је 1984. године.
Западно од Акре налазе се ниске равнице које садрже широке долине и ниске брежуљке, са повременим стеновитим подручје. Земљиште је равно и прекривеног травом, док се густе шуме налазе дуж обале. Култвација палме се шири у подручју далеко до обале, с обзиром да је претежно занимање приморског становништва риболов.
Слив Волте који чини посебну подрегију ниских равничарски предела протеже се све до Гвинејског залива на крајњем југоистику земља. Слив се састоји од пешчара, формација кречњака, формирајући тако многе лагуне што отежава изградњу путева на овом подручју.
Највећи предео ниских равница је регија Акан, чија просечна надморска висина достиже 150 м. Постоји неколико брдовитих предела до 300 m висине, а мањи део њих прелази 600 m. На пределима ниских равнице која се налазе јужно од Ашантија налази се велики број река. Слив реке Волте покрива чак 45% централног дела Гане. 

### Виши равничарски предели
Предели северног и североистичног подручја Гане изнад слива Волте састоје се од висоравни које су просечне висине између 150 и 300 m, а не неким деловима још већи. Просечне падавине током године износе 1000 до 1500 мм, док на северозападу падне око 1350 мм падавина. Тла у вишим равничарским пределима су обрађиванија од оних око слива Волте, а густина насељености је знатно већа. Становништво се бави гајењем усева и сточарством, што представља главне делатности ставновништва виших предела северон региона Гане.
До велике производње житарица у северном делу Гане дошло је осамдесетих година 20. века, када је амерички председник Џими Картер основао програм Глобал 2000, како би се локални фармери Гане образовали и финансијски подржали за пољопривредну производњу. Овај регион уједно је и највећи произвођач говеђег меса у читавој земљи.

## Реке и језера
У Гани постоји велики број река и језера, укључујући вештачко језеро Волта и Босумтви. У кишним југозападним пределима Гане постоји највећи број река и речних токова, док их најмање има у северним деловима, нарочито због суше. Током кишних сезона честе су поплаве на територији читаве земље, па нека језера и реке постоје само периодично.
Неке од највећих река су Пра, Тано, Анкорба, Бирим и река Днесу. Постоји велики број мањих токова који бивају исушени током великих температура, а све реке у Гани теку директно у Гвинејски залив, као притоке или уливајући се у друге велике реке. Реке Оти и Дака главне су притоке Волте у источном делу Гане, а реке Пру, Сена и Афрам главне на северу. Језеро Волта богат је извор рибе, а његов потенцијал као извор наводњавања огледа се у споразуму о пољопривредној механизацији, потписан крајем осамдесетих година 20. века.

## Галерија
- Пејзажи и клима Гане
- Тропска клима у регији Велика Акра
- Степска клима у Горњем западном и Горњем источном региону
- Обала и лагуна у Западном региону
- Тропска саванска клима и сафари у Северном региону Гане
- Ресорт у региону Велика Акра
- Водопад Кинтампо у Бронг Афаро регији
- Влажна суптропска клима and планине Волта региона
- Водопад у региону Волта
- Афричка црна чапља фотографисана у региону Велика Акра
- Тропска монсунска клима; обала и плажа Централног региона Гане
- Тропске кишне зимзелене шуме, Западни регион